# Geografia técnica
Geografia técnica é o ramo da geografia que envolve o uso, estudo e criação de ferramentas para obter, analisar, interpretar, compreender e comunicar informações espaciais.
Os outros ramos da geografia, mais comumente limitados à geografia humana e à geografia física, geralmente podem aplicar os conceitos e técnicas da geografia técnica. No entanto, os métodos e a teoria são distintos, e um geógrafo técnico pode estar mais preocupado com os conceitos tecnológicos e teóricos do que com a natureza dos dados. Além disso, um geógrafo técnico pode explorar a relação entre a tecnologia espacial e os usuários finais para melhorar a tecnologia e entender melhor o impacto da tecnologia no comportamento humano. Assim, os tipos de dados espaciais que um geógrafo técnico emprega podem variar amplamente, incluindo tópicos de geografia humana e física, sendo o fio condutor as técnicas e filosofias empregadas. Para conseguir isso, os geógrafos técnicos muitas vezes criam seu próprio software ou scripts, que podem então ser aplicados de forma mais ampla por outros. Eles também podem explorar a aplicação de técnicas desenvolvidas para uma aplicação a outro tópico não relacionado, como a aplicação da Krigagem, originalmente desenvolvida para mineração, a disciplinas tão diversas quanto os preços imobiliários.
No ensino de geografia técnica, os instrutores muitas vezes precisam recorrer a exemplos da geografia humana e física para explicar os conceitos teóricos. Embora a geografia técnica trabalhe principalmente com dados quantitativos, as técnicas e a tecnologia podem ser aplicadas à geografia qualitativa, diferenciando-a da geografia quantitativa. Dentro do ramo da geografia técnica estão os principais e sobrepostos sub-ramos da ciência da informação geográfica, geomática e geoinformática.